# Les Tartares
Pour plus de détails, voir Fiche technique et Distribution.
Les Tartares (I tartari) est un film italo-yougoslave réalisé par Richard Thorpe et Ferdinando Baldi, sorti en 1961.

## Synopsis
Au début du Moyen Âge, les steppes de Russie sont sous la domination des Tartares, qui ne permettent qu'aux Vikings de passer en provenance des pays du nord. L'alliance est rompue lorsqu'Oleg, le chef des Vikings, refuse de se joindre à Togrul le Tartare dans sa guerre contre les Slaves. Oleg tue Togrul et prend sa fille Samia en otage. Le frère de Togrul, Burandai, devenu chef, capture en représailles Helga, la femme d'Oleg, et la livre à ses hommes. Un échange de prisonniers est envisagé mais Samia est tombé amoureuse d'Éric, le jeune frère d'Oleg, et ne veut pas partir. De plus Helga est incapable de supporter sa honte et se jette du haut d'une tour. Oleg et Éric se disputent à propos du sort de Samia, mais ils sont interrompus par l'arrivée des Tartares. Oleg et Burandai trouvent la mort dans la bataille qui s'ensuit et la forteresse viking est détruite par un incendie. Éric et Samia arrivent à s'échapper et trouvent refuge sur un navire qui les conduit dans le Grand Nord.

## Fiche technique
- Titre original : I tartari
- Titre français : Les Tartares
- Titre anglais : The Tartars
- Réalisation : Richard Thorpe et Ferdinando Baldi
- Scénario : Domenico Salvati, Sabatino Ciuffini, Oreste Palella, Gaio Frattini, Ambrogio Molteni, Julian De Kassel
- Direction artistique : Oscar D'Amico, Pasquale Dal Pino
- Décors : Antonio Fratalocchi
- Costumes : Giovanna Natili
- Photographie : Amerigo Gengarelli
- Son : Kurt Doubravsky
- Montage : Maurizio Lucidi
- Musique : Renzo Rossellini
- Production : Riccardo Gualino
- Société de production :  Dubrava Film,  Lux Film
- Société de distribution : Metro-Goldwyn-Mayer
- Pays d'origine :  Italie,  Yougoslavie
- Langue originale : anglais
- Format : couleur (Technicolor) — 35 mm — 2,35:1 (Totalscope) — son Mono (Fonolux)
- Genre : Film d'aventure
- Durée : 83 minutes (105 minutes dans la version italienne)
- Dates de sortie : 
  - Italie : avril 1961
  - États-Unis : 20 juin 1962

## Distribution
- Victor Mature (VF : René Arrieu) : Oleg
- Orson Welles (VF : André Valmy) : Burundai
- Liana Orfei (VF : Martine Sarcey) : Helga
- Arnoldo Foà (VF : Gérard Ferat) : Ciu Lang
- Luciano Marin (VF : Michel Cogoni) : Éric
- Bella Cortez : Samia
- Furio Meniconi (VF : Louis Arbessier) : Sigrun
- Folco Lulli (VF : Jean Davy) : Togrul
- Renato Terra (VF : Jean-Claude Michel) : un viking
- Pietro Ceccarelli (it) : un tartare
- Jean-Claude Michel : narrateur
- Et avec les voix de Claude Bertrand (Sven), Jacques Deschamps (chef tartare), Jean-Henri Chambois (prêtre tartare), Hélène Tossy (femme viking)